# Mark Waschke
Mark Waschke, född 10 mars 1972 i Bochum (Wattenscheid), är en tysk film- och teaterskådespelare.
Mark Waschke utbildade sig till skådespelare vid Hochschule für Schauspielkunst Ernst Busch i Berlin och arbetar sedan dess vid Schaubühne am Lehniner Platz i Berlin. Waschke har även medverkat i flera TV-serier och filmer. På TV har han bland annat medverkat i flera Tatort-avsnitt och på film i Buddenbrooks, Habermann, Barbara och Unsere Mütter, unsere Väter. Waschke mottog Deutscher Schauspielerpreis 2013 för bästa biroll (Der Brand) och Bayerska filmpriset för bästa skådespelare 2010 (Habermann).